# Anereuthina
Anereuthina é um gênero de traça pertencente à família Arctiidae.

## Espécies
- Anereuthina atriplaga (Walker, 1869)
- Anereuthina renosa Hübner, 1823

## Antigas espécies
- Anereuthina lilach (Guenée, 1852)